# Eslava (Navarra)
Eslava (baskisch Eslaba) ist eine nordspanische Gemeinde (municipio) mit 106 Einwohnern (Stand: 2024) in der Autonomen Gemeinschaft Navarra.

## Lage und Klima
Eslava liegt zu Füßen des Bergrückens Sierra de Leyre und in einer Höhe von etwa 534 m. Pamplona liegt etwa 33 Kilometer nordnordwestlich von Eslava. Eslava liegt in der gemäßigt warmen Klimazone. Die Jahresdurchschnittstemperatur beträgt 11,7 °C. Jährlich fallen 581 mm Niederschlag.

## Bevölkerungsentwicklung
| Jahr      | 1970 | 1981 | 1991 | 2001 | 2011 | 2021 |
| Einwohner | 366  | 257  | 210  | 169  | 128  | 106  |

## Kultur und Sehenswürdigkeiten

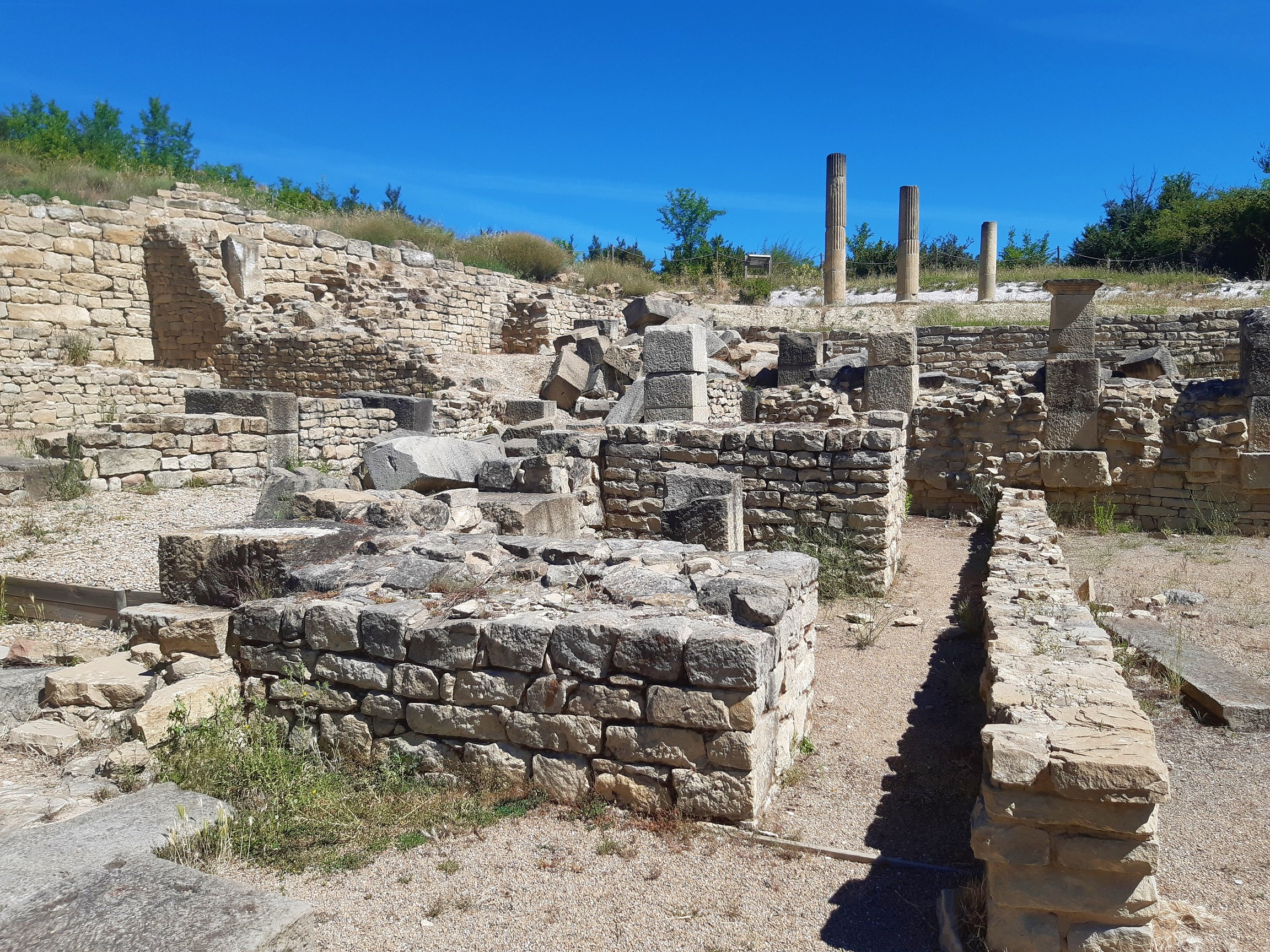
Archäologische Grabungsstätte Santa Criz
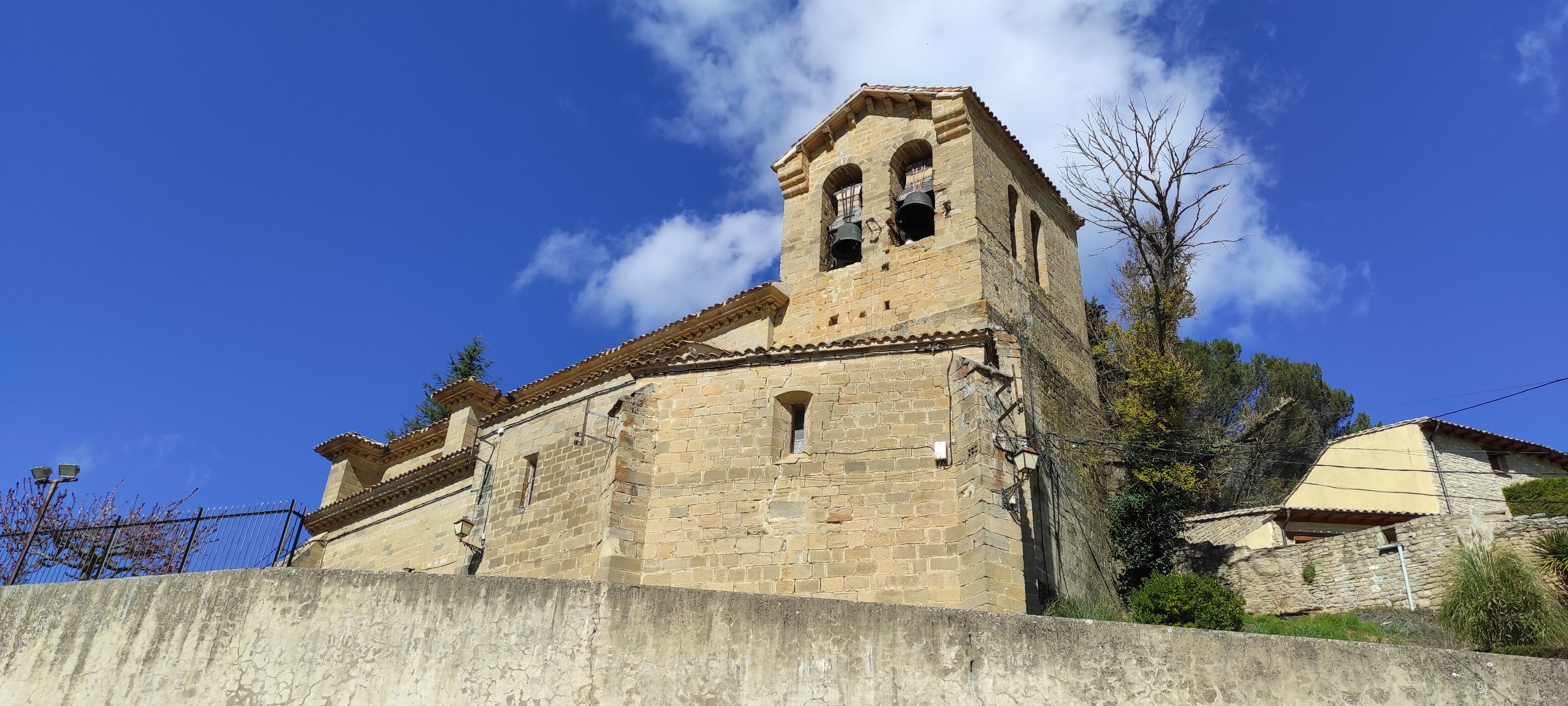
Michaeliskirche
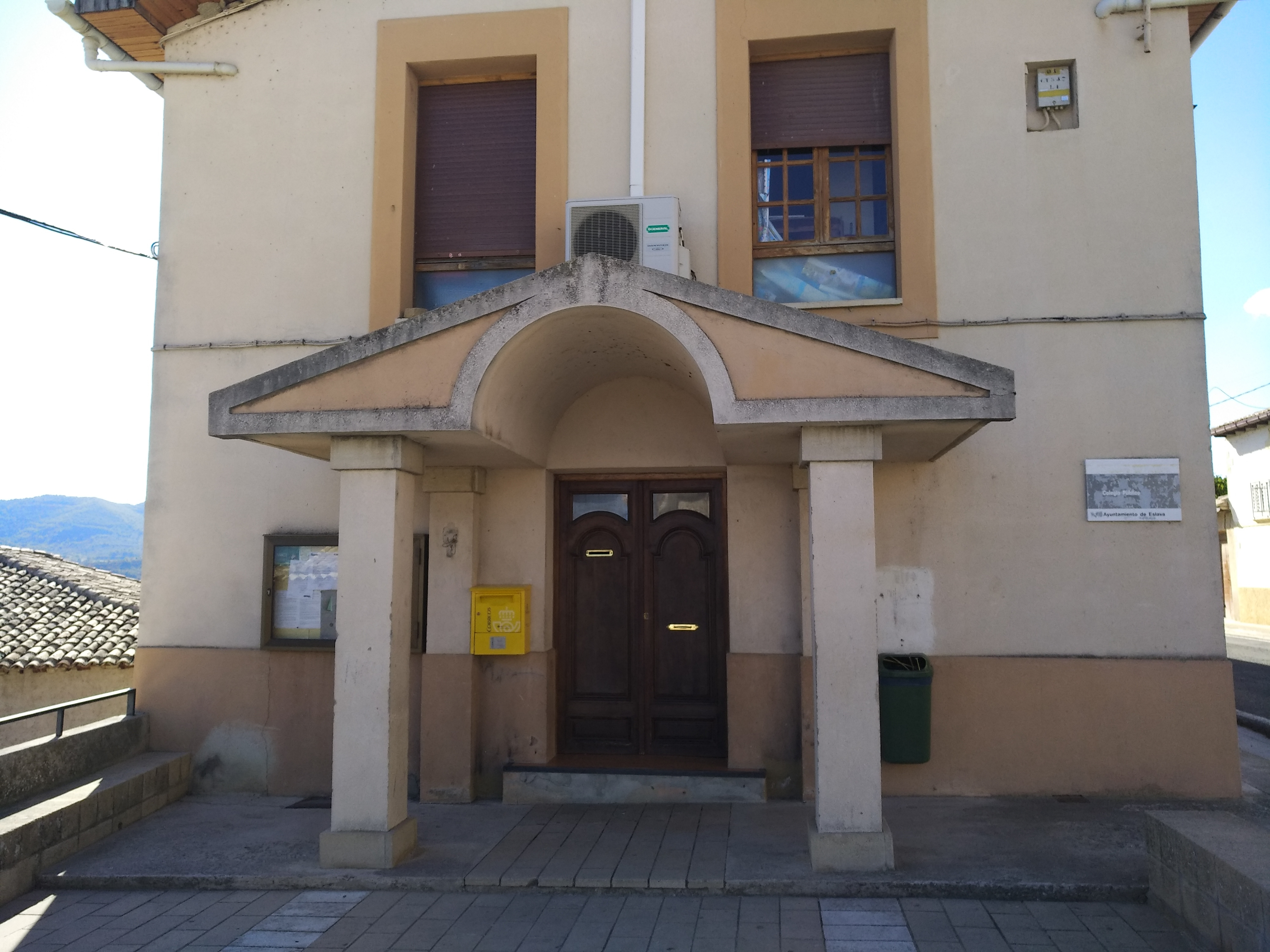
Rathaus

- Archäologische Grabungsstätte Santa Criz
- Michaeliskirche
- Rathaus